# Nycerella neglecta
Nycerella neglecta là một loài nhện trong họ Salticidae.
Loài này thuộc chi Nycerella. Nycerella neglecta được María Elena Galiano miêu tả năm 1982.